# Elena Maria Șorban
Elena Maria Șorban (* 7. Juni 1960 in Cluj) ist eine rumänische Musikwissenschaftlerin.

## Leben
Șorban studierte am Musiklyzeum von Cluj und an der Musikakademie „Gheorghe Dima“ Cluj, Musikwissenschaft und Komposition. Darauf folgte von 1992 bis 1993 ein Studienaufenthalt in Erlangen mit einem Stipendium des DAAD.
Seit 1990 unterrichtet sie Musikgeschichte und gregorianische Paläografie an der Musikakademie „Gheorghe Dima“ in Cluj. Sie ist Mitglied der Organisation des Festivals für Alte Musik Miercurea Ciuc und musica suprimata. Sie leitet das Ensemble Schola Transylvanica.

## Schriften (Auswahl)
- Vigiliale MDVII. Monumeta et transcripta. Ed. E. M. Şorban. In: Quellen der rumänischen Musik. Band XIV, Editura Muzicală, București, 1986 (Zweisprachig: Rumänisch und Deutsch).
- Cantus-Planus-Handschriften aus dem mittelalterlichen Siebenbürgen. Deutsche Musik im Osten, Band 10, Musikgeschichte zwischen Ost- und Westeuropa, Academia Verlag, Sankt Augustin, 1996, ISBN 978-3-88345-726-0
- Zum Sprechgesang in der rumänischen Oper des XX. Jahrhunderts. Musik als Text. Bericht über den Internationalen Kongress der Gesellschaft für Musikforschung Freiburg im Breisgau 1993, Kassel 1999, vol. 2. ISBN 978-3-7618-1403-1
- Siebenbürgische Tradition im Schaffen des siebenbürgischen zeitgenössischen Komponisten Hans Peter Türk. Musikkultur und ethnische Vielfalt im Süd-Ost Europa des XIX. und XX. Jahrhunderts. München 2007, ISBN 978-3-939041-11-5
- Plainchant and Medieval Poetry in Transylvanian Manuscripts. Some aspects. In: Franz Karl Praßl, Piotr Tarlinski (eds.): The Future of the Hymnbook. Zukunft des Gesangbuchs. IAH-Bulletin 40 (2012), Kongressbericht der 26. IAH-Studientagung in Timişoara, 24.–29. Juli 2011, Graz / Opole 2013, ISBN 978-83-7342-350-3
- Codes for Perceiving Enescu’s Music for the Use of the Young Audience. Applications Upon the String Octet op.7. In: Proceedings of the George Enescu International Musicology Symposium, Bucharest, 2013, Editura Muzicală, Bucureşti 2013
- L’éducation musicale dans la Transylvanie Médiévale, Studia Musica UBB, 2/2016. ISSN 1844-4369
- Communist Ideology and Academic Education – a Case Study. European Music History as a Discipline in Romania, 1945–2014. Conference “Musical Legacies of the State Socialism”, Serbian Academy for Sciences and Arts, Belgrade, Januar 2018, pp. 59–81, eds. Ivana Medic, Ivan Moody. ISSN 1450-9814 (englisch)